# کبک سرزرشکی
کبک سرزرشکی (نام علمی: Haematortyx sanguiniceps) نام یک گونه از تیره قرقاولان است.